# Cambarellus alvarezi
Cambarellus alvarezi är en kräftdjursart som beskrevs av Villalobos 1952. Cambarellus alvarezi ingår i släktet Cambarellus och familjen Cambaridae. IUCN kategoriserar arten globalt som utdöd. Inga underarter finns listade i Catalogue of Life.